# Golden Trailer Awards

Les Golden Trailer Awards sont des récompenses de cinéma américaines décernées chaque année depuis 1999 qui récompensent les meilleures bandes-annonces, selon des critères à peu près semblables à ceux d'une cérémonie récompensant des longs-métrages tels que le meilleur film, la meilleure musique, ou encore les meilleurs costumes.
À cette cérémonie, se réunissent les professionnels du cinéma tels que certains réalisateurs, producteurs, directeurs de studios ou encore des acteurs qui visionnent les bandes-annonces (trailers en anglais) des films et votent pour celles qu’ils considèrent comme la meilleure de chaque catégorie. Outre le prix de la meilleure bande-annonce de l'année, il y a une récompense pour quinze autres catégories dont celles de la meilleure bande-annonce de film documentaire, de film dramatique, de film indépendant, de jeu vidéo, de la plus originale, de la plus déjantée, le prix de la meilleure musique utilisée, etc.
Cette cérémonie est l’une des plus brèves au monde : 90 minutes.
Le trophée représente une caravane, en effet le mot trailer en anglais désigne à la fois une bande-annonce et une caravane.

## Catégories de récompense
- Prix de la meilleure bande-annonce (Best of Show)
- Prix de la bande-annonce d'or (Golden Trailer Award)
- Prix de la Toison d'or (Golden Fleece)
- Prix Don LaFontaine de la meilleure voix off (The Don LaFontaine Award for Best Voice Over)

## Prix de la meilleure bande-annonce
- 1999 : Matrix
- 2000 : Il ne s'est pas tenu de cérémonie cette année-là.
- 2001 : Requiem for a Dream
- 2002 : La Famille Tenenbaum
- 2003 : Monsieur Schmidt (pour le teaser)
- 2004 : Et l'homme créa la femme
- 2005 : Saw
- 2006 : Mission impossible 3
- 2007 : 300
- 2008 : The Dark Knight : Le Chevalier noir[3]
- 2009 : Star Trek
- 2010 : A Serious Man
- 2011 : The Tree of Life
- 2012 : The Dark Knight Rises[4]
- 2013 : Iron Man 3
- 2014 : Gravity
- 2015 : Fast and Furious 7
- 2016 : Spotlight
- 2017 : Wonder Woman
- 2018 : Black Panther
- 2019 : John Wick : Chapitre 3 - Parabellum
- 2020 : Sans un bruit 2
- 2021 : Black Widow

## Palmarès 1990

### 1999

#### Golden Fleece(Prix de la Toison d'or)
- Armageddon

#### Meilleure bande-annonce d'un film d’action
- Blade

#### Meilleur montage
- Blade

#### Le meilleur de la décennie
- Volte-face (Face/Off)

## Palmarès 2000

### 2001

#### Meilleure bande-annonce d’une comédie
- Mon beau-père et moi (Meet the Parents)
- Road Trip

#### Meilleure bande-annonce d’un film dramatique
- Seul au monde (Cast Away)

#### Meilleure bande-annonce d'un film romantique
- La Légende de Bagger Vance (The Legend of Bagger Vance)

#### Meilleure bande-annonce d'un film d'horreur ou thriller
- Incassable (Unbreakable) – teaser #1
  - Apparences (What Lies Beneath)

### 2002

#### Meilleure bande-annonce d'un film d’action
- 60 secondes chrono (Gone in 60 Seconds)
  - Pearl Harbor
  - Spider-Man

#### Meilleure bande-annonce d’un film dramatique
- Signes (Signs)

#### Meilleure bande-annonce d'un film d'horreur ou thriller
- Jurassic Park 3 (Jurassic Park III)
- Signes (Signs)

#### Meilleure voix de doublage
- Spider-Man

#### Meilleure musique de bande-annonce
- Spider-Man

#### Le meilleur du spectacle
- Spider-Man – Aspect Ratio

### 2003

#### Meilleure bande-annonce d’un film dramatique
- The Good Girl

#### Meilleure bande-annonce d'un film d’action
- Daredevil

#### Meilleure bande-annonce d'un film d'horreur ou thriller
- Le Cercle (The Ring)

#### Meilleure bande-annonce d’un film d’animation ou familial
- Spy Kids 2 : Espions en herbe (Spy Kids 2: The Island of Lost Dreams)

#### Bande-annonce la plus originale
- Le Cercle (The Ring)

#### Meilleure musique de bande-annonce
- Les Sentiers de la perdition (Road to Perdition)

#### Le meilleur du spectacle
- Les Sentiers de la perdition (Road to Perdition)

### 2004

#### Meilleurblockbusterde l'été2004
- Et l'homme créa la femme (The Stepford Wives) (pour le teaser)
  - Spider-Man 2

#### Meilleure bande-annonce d'un film d’action
- Pirates des Caraïbes : La Malédiction du Black Pearl (Pirates of the Caribbean: The Curse of the Black Pearl)

#### Bande-annonce la plus originale
- Et l'homme créa la femme (The Stepford Wives) (pour le teaser)

#### Le meilleur du spectacle
- Et l'homme créa la femme (The Stepford Wives) (pour le teaser)

### 2005

#### Meilleure bande-annonce d'un film romantique
- Le Terminal (The Terminal)

#### Meilleure bande-annonce d'un film d’action
- La Guerre des mondes (War of the Worlds)

#### Meilleure bande-annonce pour un thriller
- Constantine
- Le Village (The Village)

#### Meilleure bande-annonce d'un film d'horreur
- Le Cercle 2 (The Ring Two)

#### Bande-annonce la plus originale
- H2G2 : Le Guide du voyageur galactique (The Hitchhiker's Guide to the Galaxy)

#### Meilleurblockbusterde l'été2005
- La Guerre des mondes (War of the Worlds)
  - Batman Begins

#### Meilleure voix de doublage
- Le Cercle 2 (The Ring Two)
- H2G2 : Le Guide du voyageur galactique (The Hitchhiker's Guide to the Galaxy)

### 2006

#### Meilleure bande-annonce de film d’action
- Mission impossible 3 (Mission: Impossible III)
  - Batman Begins
  - V pour Vendetta

#### Meilleure bande-annonce pour un thriller
- Match Point
  - Red Eye : Sous haute pression (Red Eye)

#### Meilleure bande-annonce d’un documentaire
- La Marche de l'empereur

#### Meilleure voix de doublage
- La Marche de l'empereur

#### Meilleur spectacle
- Mission impossible 3 (Mission: Impossible III)

#### Meilleurblockbusterde l'été2006
- Mission impossible 3 (Mission: Impossible III)
  - Pirates des Caraïbes : Le Secret du coffre maudit (Pirates of the Caribbean : Dead Man's Chest)

### 2008

#### Meilleurblockbusterde l'été2008
- Indiana Jones et le Royaume du crâne de cristal (Indiana Jones and the Kingdom of the Crystal Skull)

#### Meilleure bande-annonce d’une comédie
- Tonnerre sous les tropiques (Tropic Thunder)

#### Meilleure bande-annonce d'un film d’action
- Die Hard 4 : Retour en enfer (Live Free or Die Hard)

#### Meilleure bande-annonce d’animé
- Docteur Strange

#### Meilleure affiche de cinéma
- Les Quatre Fantastiques et le Surfer d'argent (Fantastic Four: Rise of the Silver Surfer)

#### Meilleure affiche de film d'horreur
- Les Ruines (The Ruins)

#### Meilleure affiche internationale
- Sweeney Todd : Le Diabolique Barbier de Fleet Street (Sweeney Todd: The Demon Barber of Fleet Street)

#### Meilleurs graphiques d'animation et de titre
- Benjamin Gates et le Livre des secrets (National Treasure: Book of Secrets)

#### Affiche la plus originale
- John Rambo (Rambo)

## Palmarès 2010

### 2011

#### Meilleure bande-annonceblockbusterde l'été 2011
- Transformers 3 : La Face cachée de la Lune (Transformers: Dark of the Moon)

### 2012

#### Meilleure bande-annonce d'un film d’action
- Mission impossible : Protocole Fantôme (Mission: Impossible – Ghost Protocol) – Paramount Pictures et The AV Squad ("Trailer 1")

#### Meilleure bande-annonce d’un film d’animation ou familial
- Les Muppets, le retour (The Muppets) – Their Movie
  - Les Aventures de Tintin : Le Secret de La Licorne (The Adventures of Tintin : The Secret of the Unicorn)

#### Meilleure bande-annonceblockbusterde l'été2012
- Men in Black 3 – Sony Pictures Entertainment et The Ant Farm
- Prometheus

#### Bande-annonce la plus originale
- Les Muppets, le retour (The Muppets) – The Pig With the Froggy Tattoo

#### Le meilleur du spectacle
- Les Muppets, le retour (The Muppets) – Their Movie

#### Meilleure musique de bande-annonce
- Les Muppets, le retour (The Muppets) – The Pig With the Froggy Tattoo

#### Meilleur spot télévisé de film d'action
- Mission impossible : Protocole Fantôme (Mission: Impossible – Ghost Protocol) – Paramount Pictures et The AV Squad ("Harder")

#### Meilleur spot télévisé d’un film d'horreur
- Fright Night

#### Meilleur spot télévisé à succès de l’été
- Men in Black 3 – Columbia Pictures

#### Meilleure affiche de film d'horreur
- Scream 4

#### Meilleur spot TV d’un film d'animation ou familial
- Les Muppets, le retour (The Muppets) – Prepare Physical

#### Meilleurs graphismes dans un spot télévisé
- Mission impossible : Protocole Fantôme (Mission: Impossible – Ghost Protocol) – Paramount Pictures et The AV Squad ("Masthead:15")

#### Meilleurs graphiques d'animation et de titre
- The Amazing Spider-Man – Columbia Pictures et Create Advertising Group

#### Meilleure voix de doublage
- Les Muppets, le retour (The Muppets) – How Many

#### Meilleur montage sonore
- Prometheus

#### Meilleure publicité au cinéma avant le spectacle
- Les Aventures de Tintin : Le Secret de La Licorne (The Adventures of Tintin : The Secret of the Unicorn)

#### Publicité la plus innovante pour un long métrage
- Les Muppets, le retour (The Muppets) – Two Muppets

#### Publicité la plus innovante pour une marque ou un produit
- La Planète des singes : Les Origines (Rise of the Planet of the Apes) – 20th Century Fox Home Entertainment et Flyer Entertainment

#### Spot TV le plus original
- Real Steel

### 2013

#### Meilleure bande-annonce d’une comédie
- Red 2 – Summit Entertainment et Open Road Entertainment

#### Meilleure affiche de film d'action
- Dredd – Lionsgate et Ignition Creative

#### Meilleure affiche de cinéma
- Die Hard : Belle journée pour mourir (A Good Day to Die Hard)

#### Meilleur spot télévisé pour un thriller
- Dredd – Lionsgate et FishBowl

#### Meilleur spot TV de film d'action
- Dredd – Lionsgate et FishBowl

#### Meilleur spot télévisé pour un thriller
- Taken 2

#### Meilleurs graphismes dans un spot télévisé
- Dredd – Lionsgate et Seismic Productions

#### Meilleur spot TV musical
- Dredd – Lionsgate et FishBowl

#### Spot TV le plus original
- Dredd – Lionsgate et The AV Squad

#### Affiche la plus originale
- Dredd – Lionsgate et Ignition Creative

#### Meilleure affiche de cinéma
- Man of Steel – Warner Bros.

#### Meilleure affiche de blockbuster de l'été 2013
- Man of Steel – Warner Bros.

#### Meilleure affiche internationale
- Die Hard : Belle journée pour mourir (A Good Day to Die Hard)

#### Meilleure bande-annonce blockbuster de l'été 2013
- Man of Steel – Jennifer Horvath et Warner Bros.

#### Meilleure publicité au cinéma avant le spectacle
- Die Hard : Belle journée pour mourir (A Good Day to Die Hard)

### 2014

#### Golden Fleece
- Le Cinquième Pouvoir (The Fifth Estate) pour la bande annonce intitulée « Le Futur »

#### MeilleursWildposts
- Man of Steel – Warner Bros. et Works Progress Administration

#### Meilleure bande-annonceblockbusterde l'été2014
- The Amazing Spider-Man : Le Destin d'un héros (The Amazing Spider-Man 2) – Columbia Pictures et Create Advertising Group (bande-annonce des gains)

#### Meilleure bande-annonce d'un film d'horreur
- Conjuring : Les Dossiers Warren (The Conjuring) (bande-annonce "Case")

#### Meilleure bande-annonce d’un film d’animation ou familial
- Opération Muppets (Muppets Most Wanted) (pour la bande-annonce sur grand écran "The Switch")

#### Meilleur spot télévisé d’un film d'action
- The Amazing Spider-Man : Le Destin d'un héros (The Amazing Spider-Man 2) – Columbia Pictures, Marvel Studios et The AV Squad (publicité télévisée du Super Bowl)
- Thor : Le Monde des ténèbres (Thor: The Dark World) – Walt Disney Studios Motion Pictures, Marvel Studios et Create Advertising Group (publicité télévisée intitulée "Retour")

#### Meilleur spot télévisé d’un film d'horreur
- Conjuring : Les Dossiers Warren (The Conjuring) (publicité télévisée intitulée "Event Review")

#### Meilleur spot télévisé dublockbusterde l’été2014
- The Amazing Spider-Man : Le Destin d'un héros (The Amazing Spider-Man 2) – Columbia Pictures et Create Advertising Group (publicité télévisée intitulée "Glory")
- The Amazing Spider-Man : Le Destin d'un héros (The Amazing Spider-Man 2) – Columbia Pictures et The AV Squad (publicité télévisée du Super Bowl)

#### Spot TV le plus original
- Opération Muppets (Muppets Most Wanted) (publicité télévisée intitulée "Across the Internet")
  - The Amazing Spider-Man : Le Destin d'un héros (The Amazing Spider-Man 2) – Columbia Pictures et The AV Squad (publicité télévisée intitulée "Alert International")

#### Meilleure vidéo ou campagne marketing
- Opération Muppets (Muppets Most Wanted) (publicités prolongées en ligne)

#### Meilleure voix de doublage dans un spot télévisé
- Conjuring : Les Dossiers Warren (The Conjuring) (publicité télévisée intitulée "Scary Review")
- Opération Muppets (Muppets Most Wanted) (publicité télévisée intitulée "Confusing Plot")

#### Publicité la plus innovante pour un long métrage
- Opération Muppets (Muppets Most Wanted) (publicité "Outrage :60")

### 2015

#### Meilleurblockbusterde l'été2015
- Jurassic World

#### Meilleure bande-annonce d'un film d’action
- John Wick
- Kingsman : Services secrets (Kingsman: The Secret Service) – Twentieth Century Fox et Wild Card

#### Meilleure bande-annonce pour un thriller
- Lucy – Universal Studios et Create Advertising Group

#### Meilleure bande-annonce d’un film d’animation ou familial
- Les Nouveaux Héros (Big Hero 6) – Walt Disney Productions et Trailer Park

#### Meilleure affiche de cinéma
- La Nuit au musée : Le Secret des Pharaons (Night at the Museum: Secret of the Tomb)

#### Meilleure affiche de film d'action
- John Wick
- Lucy – Universal Pictures UK et Ignition Print

#### Meilleure affiche de film fantastique / aventure
- Le Labyrinthe (The Maze Runner)

#### Meilleure affiche d’un thriller
- John Wick

#### Meilleure affiche de film d'horreur
- Annabelle

#### Meilleure musique originale
- Jurassic World

#### Meilleur spot télévisé deblockbusterde l’été
- Jurassic World

#### Meilleur spot télévisé d’un film d'animation ou familial
- Les Nouveaux Héros (Big Hero 6) – Walt Disney Productions et Trailer Park

#### Meilleur spot télévisé d’un documentaire
- Au royaume des singes (Monkey Kingdom)

#### Meilleur spot télévisé pour la musique originale
- Les Nouveaux Héros (Big Hero 6) – Walt Disney Pictures et Trailer Park
- Les Nouveaux Héros (Big Hero 6) – Walt Disney Productions et Trailer Park

#### Meilleure publicité au cinéma avant le spectacle pour une marque
- Les Nouveaux Héros (Big Hero 6) – Walt Disney Pictures et Trailer Park

#### Meilleur panneau d'affichage
- Kingsman : Services secrets (Kingsman: The Secret Service) – Twentieth Century Fox et The Refinery

### 2016

#### Meilleure musique originale
- Le Bon Gros Géant (The BFG)

#### Meilleure bande-annonce de film d’action
- Batman v Superman : L'Aube de la justice – Warner Bros. et Jax

#### Meilleure bande-annonce d'un film romantique
- Une vie entre deux océans (The Light Between Oceans)

#### Meilleure bande-annonce d'un film d'horreur
- Conjuring : Les Dossiers Warren (The Conjuring)

#### Affiche la plus originale
- Batman v Superman : L'Aube de la justice – Warner Bros. Pictures (pour l'affiche "Superman Tear Art")
- Batman v Superman : L'Aube de la justice – Warner Bros. et Works ADV
  - Suicide Squad – Warner Bros. et Works ADV

#### Meilleure affiche deblockbusterd'été
- Suicide Squad – Warner Bros. et Works ADV

#### Meilleure affiche d’un film d'animation ou familial
- Chair de poule, le film (Goosebumps)

#### Bande-annonce étrangère la plus originale
- Mission impossible : Rogue Nation (Mission: Impossible – Rogue Nation) – Paramount Pictures et Trailer Park

#### Publicité la plus innovante pour un long métrage
- Mission impossible : Rogue Nation (Mission: Impossible – Rogue Nation) – Paramount Pictures et Grandesign Media Services

#### Meilleure musique de bande-annonce
- Suicide Squad – Warner Bros. et Trailer Park

#### Meilleurblockbusterde l'été2016
- Independence Day: Resurgence
- Suicide Squad – Warner Bros. et Aspect
- X-Men: Apocalypse – 20th Century Fox et Mob Scene Creative Productions

#### Meilleur montage sonore dans un spot télévisé
- Independence Day: Resurgence
- Mission impossible : Rogue Nation (Mission: Impossible – Rogue Nation) – Paramount Pictures et Grandesign Media Services

#### Meilleur spot télévisé musical
- Mission impossible : Rogue Nation (Mission: Impossible – Rogue Nation) – Paramount Pictures et Trailer Park

#### Meilleur spot télévisé étranger
- Kingsman : Services secrets (Kingsman: The Secret Service) – Twentieth Century Fox et Mob Scene

#### Meilleure campagne marketing
- Mission impossible : Rogue Nation (Mission: Impossible – Rogue Nation) – Paramount Pictures et Grandesign Media Services

### 2017

#### Meilleure bande-annonce d’une comédie
- Joyeux Bordel ! (Office Christmas Party)

#### Meilleure bande-annonce d'un film d’action
- John Wick 2

#### Meilleure bande-annonce d'un film romantique
- Une vie entre deux océans (The Light Between Oceans)

#### Meilleure bande-annonce pour un thriller
- La Fille du train (The Girl on the Train)

#### Meilleure bande-annonce d'un film d'horreur
- Annabelle 2 : La Création du mal (Annabelle: Creation)

#### Meilleure musique de bande-annonce
- Logan – Twentieth Century Fox et Rogue Planet

#### Meilleur montage sonore
- Alien: Covenant

#### Meilleurteaserétranger
- The Warriors Gate •  France  Chine  Canada

#### Meilleure affiche de film d'action
- Justice League – Warner Bros. et Works ADV

#### Meilleure affiche de film d'horreur
- Alien: Covenant

#### Meilleure affiche deblockbusterde l’été
- Alien: Covenant

#### Meilleure affiche deblockbusterde l'été2017
- Alien: Covenant

#### Meilleure affiche de cinéma
- Alien: Covenant

#### Meilleure campagne marketing
- Suicide Squad

#### Meilleurs graphismes dans un spot télévisé
- Suicide Squad – Warner Bros. et Buddha Jones

#### Meilleurs graphiques d'animation et de titre
- La Planète des singes : Suprématie (War for the Planet of the Apes)

#### Meilleur spot télévisé de film d'action
- John Wick 2

#### Meilleur spot télévisé d’un film dramatique
- Une vie entre deux océans (The Light Between Oceans)

#### Meilleur spot télévisé d’un film romantique
- Une vie entre deux océans (The Light Between Oceans)

#### Meilleur spot télévisé pour un thriller
- La Fille du train (The Girl on the Train)

#### Meilleur spot télévisé d’un film d'horreur
- Conjuring 2 : Le Cas Enfield (The Conjuring 2)

#### Meilleur spot télévisé deblockbusterde l’été2017
- Alien: Covenant
- La Planète des singes : Suprématie (War for the Planet of the Apes)

#### Meilleur spot radio / audio
- Logan – Twentieth Century Fox et The Picture Production Company

#### Publicité la plus innovante pour un long métrage
- Ghost in the Shell

### 2018

#### Meilleure bande-annonce d'un film d'horreur
- Sans un bruit (A Quiet Place) – Paramount Pictures et AV Squad
  - Sans un bruit (A Quiet Place) – Paramount Pictures et Ignition Creative

#### La bande-annonce la plus trash
- Hitman & Bodyguard (The Hitman's Bodyguard) (2 nominations)

#### Meilleurblockbusterde l'été2018
- Jurassic World: Fallen Kingdom
- Mission impossible : Fallout (Mission: Impossible - Fallout)

#### Meilleure musique originale
- Hitman & Bodyguard (The Hitman's Bodyguard)
- Jurassic World: Fallen Kingdom

#### MeilleursWildposts
- Justice League (campagne d'accroche) – Warner Bros. et The Refinery

#### Meilleure affiche d’un thriller
- Annabelle 2 : La Création du mal (Annabelle: Creation)
- Les Nouveaux Mutants (The New Mutants) – 20th Century Fox

#### Meilleur spot télévisé deblockbusterde l’été
- Jurassic World: Fallen Kingdom

#### Meilleur spot télévisé d’un film d'action
- Kingsman : Le Cercle d'or (Kingsman: The Golden Circle) – 20th Century Fox et Trailer Park

#### Meilleur spot télévisé d’un film d'horreur
- Sans un bruit (A Quiet Place)
  - Alien: Covenant

#### Meilleur spot télévisé d’un film de comédie
- Hitman & Bodyguard (The Hitman's Bodyguard)

#### Meilleur spot télévisé d’un film dramatique
- La Planète des singes : Suprématie (War for the Planet of the Apes)

#### Meilleurs graphismes dans un spot télévisé
- La Planète des singes : Suprématie (War for the Planet of the Apes)

#### Spot télévisé le plus original
- Hitman & Bodyguard (The Hitman's Bodyguard)
- Kingsman : Le Cercle d'or (Kingsman: The Golden Circle) – 20th Century Fox et Trailer Park

#### Meilleur spot radio / audio
- Hitman & Bodyguard (The Hitman's Bodyguard)
  - Kingsman : Le Cercle d'or (Kingsman: The Golden Circle) – 20th Century Fox et Create Advertising Group

#### Meilleure voix off dans un spot télévisé
- Hitman & Bodyguard (The Hitman's Bodyguard)

#### Publicité la plus innovante pour un long métrage
- Sans un bruit (A Quiet Place)

#### Prix Don LaFontaine de la meilleure voix off
- Hitman & Bodyguard (The Hitman's Bodyguard)

### 2019

#### Golden Trailer(Bande-annonce d'or)

##### Le meilleur du spectacle
- John Wick Parabellum

##### Meilleure bande-annonce de film d’action
- John Wick Parabellum
  - Mission impossible : Fallout (Mission: Impossible - Fallout) – Paramount Pictures et Ignition Films
  - Shazam! – Warner Bros. Studios et Buddha Jones

##### Meilleure bande-annonce de film d’action à domicile
- Mission impossible : Fallout (Mission: Impossible - Fallout) – Paramount Pictures et Aspect
  - Ant-Man et la Guêpe (Ant-Man and the Wasp) – Marvel Studios

##### Meilleur bande-annonce de film fantastique ou aventure à domicile
- Aquaman – Warner Bros. Pictures et Aspect
- Ant-Man et la Guêpe (Ant-Man and the Wasp) – Walt Disney Pictures et Trailer Park
- Ant-Man et la Guêpe (Ant-Man and the Wasp) – Adam Cooper

##### Meilleure bande-annonce de film d'horreur ou thriller
- Le Labyrinthe : Le Remède mortel (Maze Runner: The Death Cure)

##### Meilleure affiche de cinéma
- John Wick Parabellum

##### Meilleure affiche d’un film d'action
- John Wick Parabellum
- Jurassic World: Fallen Kingdom
- Mission impossible : Fallout (Mission: Impossible - Fallout)

##### Meilleure affiche d’un thriller
- The Predator

##### Meilleure affiche de film d'horreur
- La Nonne (The Nun)
  - Halloween
  - La Malédiction de la dame blanche (The Curse of La Llorona)

##### Meilleur spot télévisé de film d'action
- Jurassic World: Fallen Kingdom
  - Shazam! – Warner Bros. Studios et Buddha Jones
  - Venom – Sony Pictures Entertainment et Wild Card

##### Meilleur spot télévisé de film fantastique / aventure
- Ant-Man et la Guêpe (Ant-Man and the Wasp) – Walt Disney Pictures et AV Squad

##### Meilleure voix de doublage dans un spot télévisé
- The Predator – 20th Century Fox Video et Trailer Park
- Venom – Sony Pictures Entertainment et Wild Card
- Ant-Man et la Guêpe (Ant-Man and the Wasp) – Walt Disney Pictures et AV Squad

##### Meilleurblockbusterde l'été
- John Wick Parabellum
  - Men in Black: International – Sony et Rogue Planet
  - X-Men: Dark Phoenix – 20th Century Fox et Wild Card

##### MeilleursWildposts
- Venom

#### Golden Fleece(Toison d'or)

##### Meilleur bande-annonce
- Bienvenue à Marwen (Welcome to Marwen)
- Captive State

##### Meilleur spot télévisé
- The Predator – 20th Century Fox Video et Rogue Planet

#### Prix Don LaFontaine de la meilleure voix off
Don LaFontaine Award for Best Voice Over
- Captive State

## Palmarès 2020

### 2021

#### Meilleure bande-annonce d'un film d'horreur
- Sans un bruit 2 (A Quiet Place Part II)

#### Le meilleur du spectacle
- Sans un bruit 2 (A Quiet Place Part II)

#### Meilleur montage sonore
- The Batman

#### Meilleurteaser
- The Batman

#### Meilleur spot télévisé pour un thriller
- Sans un bruit 2 (A Quiet Place Part II)

#### Meilleur spot télévisé d’un film d'horreur
- Sans un bruit 2 (A Quiet Place Part II)

#### Meilleurs graphiques d'animation et de titre
- The Batman

#### Meilleur spot radio / audio
- The Turning

### 2023

#### Prix Don LaFontaine de la meilleure voix off
- Dune, deuxième partie (Dune: Part Two)

#### Meilleurteaser
- Indiana Jones et le Cadran de la destinée (Indiana Jones and the Dial of Destiny)